# Gaius Caetronius Miccio
 (septembre 2022).
Gaius Caetronius Miccio est un sénateur romain actif au cours du premier siècle de notre ère. Tout ce qui est connu de sa carrière figure dans une inscription retrouvée à Braga, au Portugal (CIL 2, 2423).

## Biographie
Le nom Caetronius (modifié de « Caleronius », tel qu'il apparaît sur la pierre, par Hübner et Alföldy) est étrusque et le nom de famille Miccio est celtique, tous deux attestés en Italie. Sa tribu électorale est la « Camilia », à laquelle appartiennent seulement quelques villes attestées en Italie. Géza Alföldy conclut ainsi que Gaius Caetronius Miccio est très probablement venu de Suasa, une ville d'Ombrie habitée par les Sénons gaulois.
Très probablement, Gaius Caetronius Miccio naît à l'époque d'Auguste et sa carrière s'étend sur les règnes de Tibère, Caligula et Claude. Alföldy indique que Miccio était probablement adlecté au Sénat puisqu'il a sauté les fonctions inférieures de la carrière sénatoriale, telles que questeur et tribun militaire. Miccio a d'abord occupé le poste de tribun de la plèbe à Rome, puis a occupé le poste d'administrateur judiciaire de l'empereur dans la province d'Hispanie citérieure. Il sert ensuite comme commandant (légat) de la Legio II Augusta en Germanie Supérieure, puis comme gouverneur de Bétique. Il est finalement nommé préfet de l'ærarium militare (trésor militaire) puis de l'(CIL 2, 2423)rarium populi Romani (trésor de l'État). Alföldy note qu'il a peut-être occupé d'autres fonctions, peut-être même le consulat, bien que l'inscription n'en mentionne aucune.